# Elasmodontomys obliquus
Elasmodontomys obliquus é uma espécie de roedor da família Heptaxodontidae. É a única espécie do gênero Elasmodontomys.
Foi Endêmica de Porto Rico, é conhecida apenas de material ósseo de depósitos em cavernas próximas a Utado, Morovis e Ciales.
Foi extinta por volta de 1500.